# Roberto Alvarado
Artikeln följer den spanska namnseden; faderns efternamn är Alvarado och moderns efternamn Hernández.
Roberto Carlos Alvarado Hernández, född 7 september 1998, är en mexikansk fotbollsspelare som spelar för Guadalajara.
Han blev olympisk bronsmedaljör i fotboll vid sommarspelen 2020 i Tokyo.